# Anzenhofer Ignác
Anzenhofer Ignác  (Eger, 1761 - Eger,  1821. február 22. ) szobrász. Művei közül egy feszület a Magyar Nemzeti Múzeumban látható.

## Életpályája
Hess Mihálynak, a bécsi cs. és k. mérnökakadémia tanárának mostohatestvére volt. A bécsi képzőművészeti akadémián képezte ki magát a szobrászatban, és azután egy ideig Bécsben  Franz Xaver Messerschmidt szobrásszal együtt dolgozott. Jövőjét az osztrák fővárosban akarta megteremteni, de betegeskedő anyja miatt hazautazott Egerbe, és végleg ott telepedett le. Minthogy jómódú ember volt, inkább kedvtelésből dolgozgatott. A kisvárosi élet egyhangúsága igen bénítólag hatott művészetére, és jelentékenyebb művet alig alkotott. Tehetségét — amelyet kortársai egyként magasztaltak — a falusi templomok számára készített apróbb munkákban forgácsolta szét. Művei közül mindezideig csupán az a feszülete ismeretes, amely a Magyar Nemzeti Múzeumban van.